# Institut für Anorganische Chemie der Universität Hannover

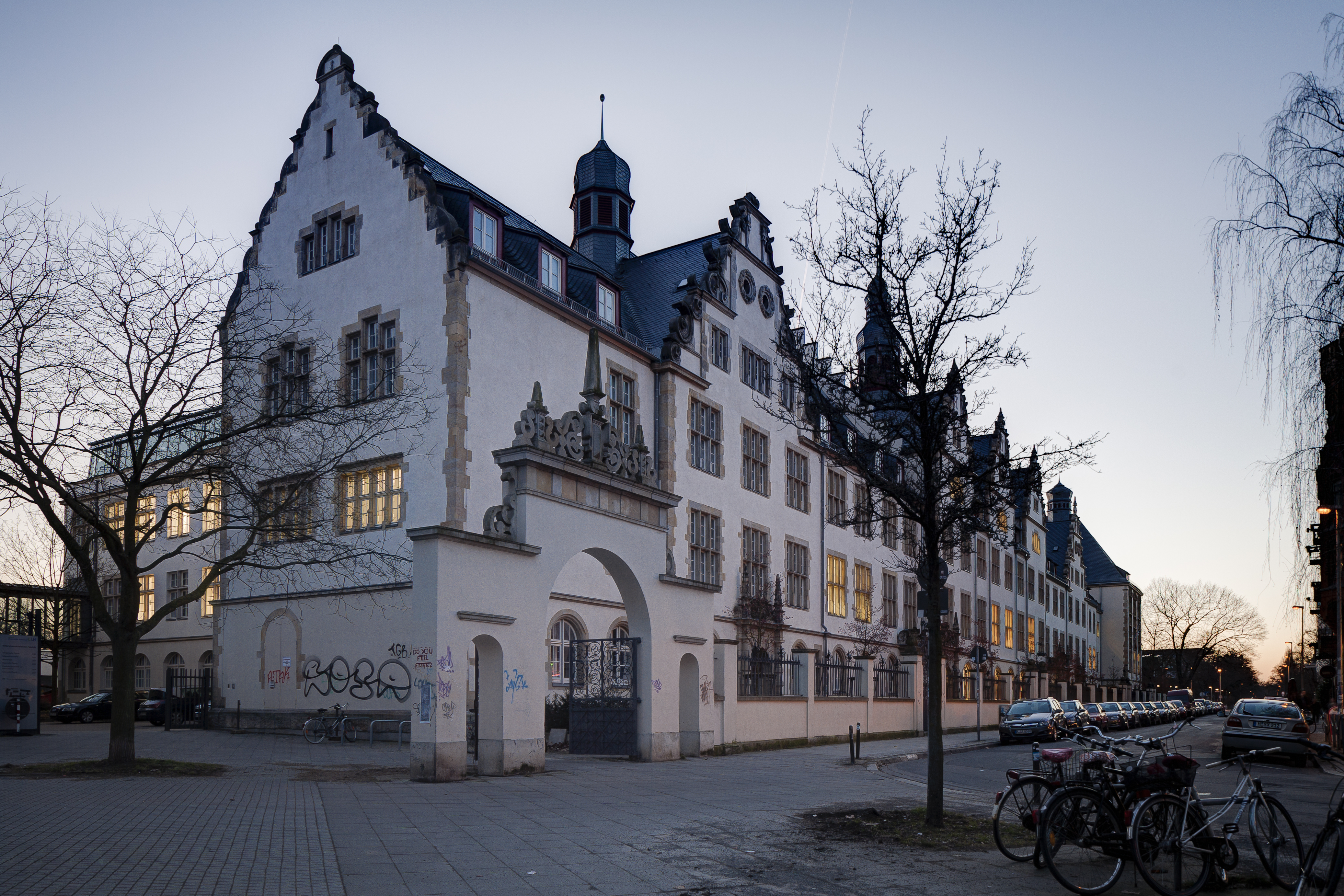
Das im Stil der Weserrenaissance zwischen Callinstraße und Welfengarten 1906 errichtete Chemische Institut

Das Chemische Institut in der Nordstadt von Hannover auch Institut für Anorganische Chemie (ACI) oder „Schloss der Chemie“ genannt, ist eine Forschungseinrichtung der Leibniz Universität Hannover insbesondere der anorganischen Chemie. Standort des als Einzeldenkmal eingetragenen Hauptgebäudes, das Anfang des 20. Jahrhunderts in Anlehnung an den Stil der Weserrenaissance errichtet wurde, ist die Callinstraße 3–9 in 30167 Hannover.

## Geschichte und Beschreibung
Nachdem zu Beginn der Industrialisierung im Königreich Hannover die 1831 gegründete und von Karl Karmarsch bis 1875 geleitete Polytechnische Schule Hannovers in den Rang einer „Königlichen Technischen Hochschule“ erhoben worden war, wirkten Hochschullehrer für Chemie wie Friedrich Heeren und Karl Kraut in dem 1875 bis 1879 umgebauten ehemaligen Welfenschloss. Dort wurden die Fächer 1882 aufgeteilt in Anorganische Chemie unter Leitung von Karl Kraut und Organische Chemie unter Julius Post. Diese Maßnahme kann zugleich als der Beginn der Arbeit des heutigen Instituts für Organische Chemie am Schneiderberg verstanden werden.

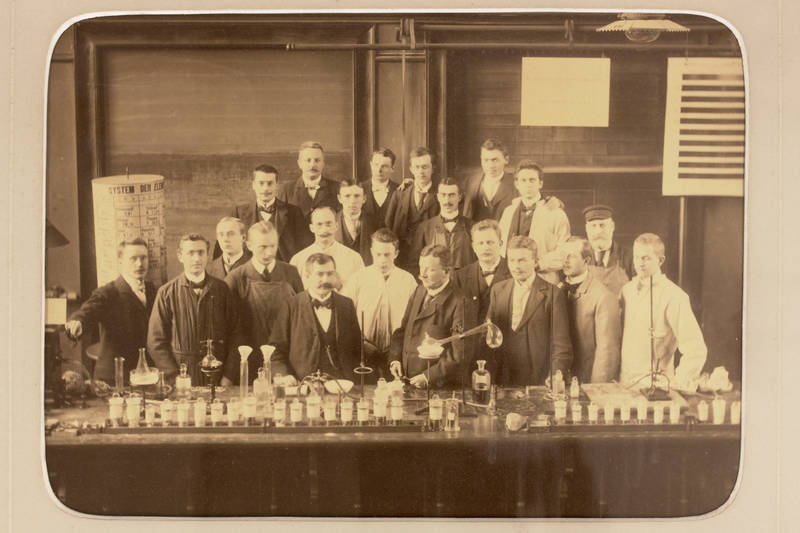
Der Chemiker Karl Seubert um 1900 im Kreis seiner Studenten

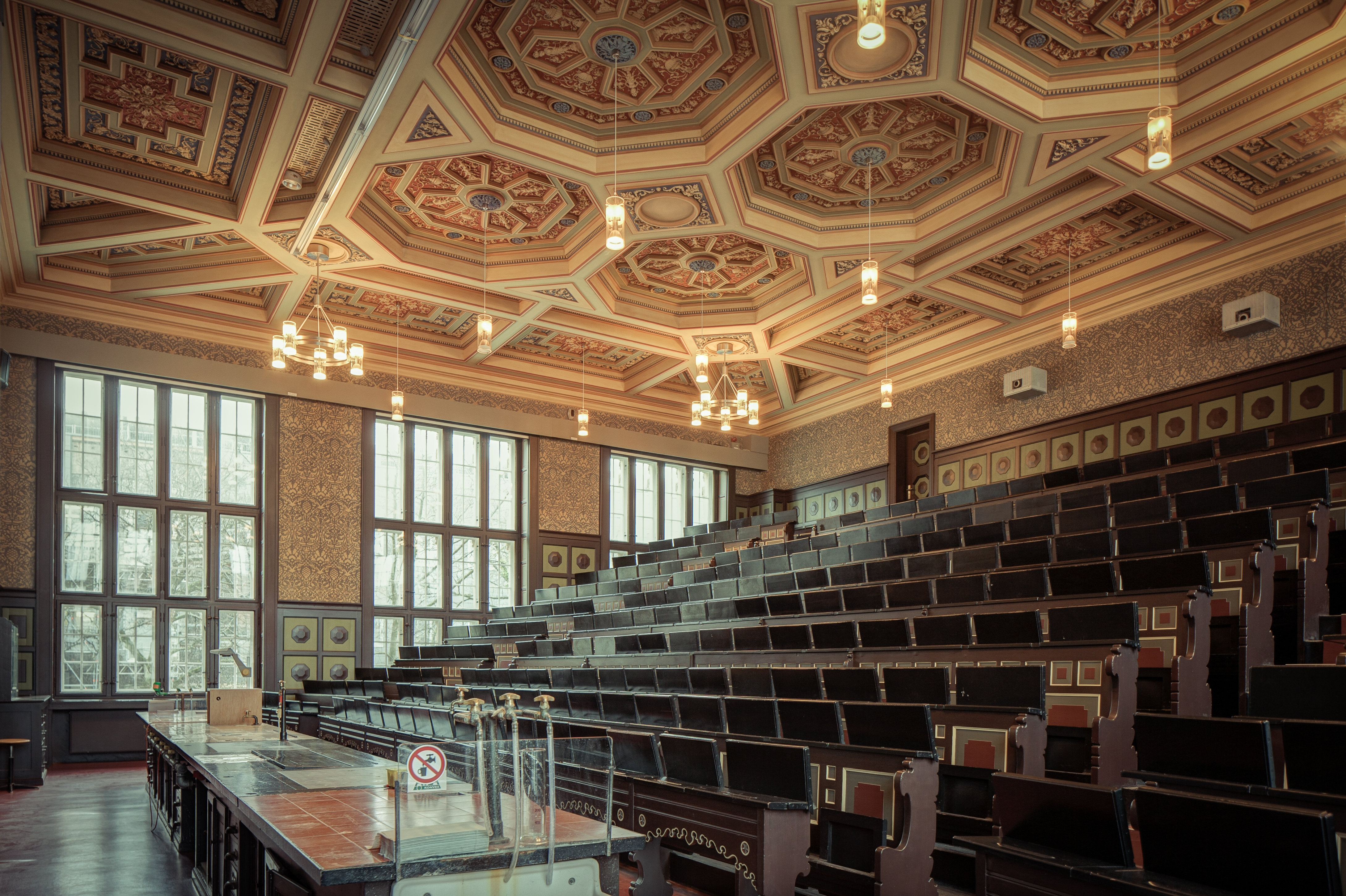
Der Kali Chemie-Hörsaal mit 268 Sitzplätzen

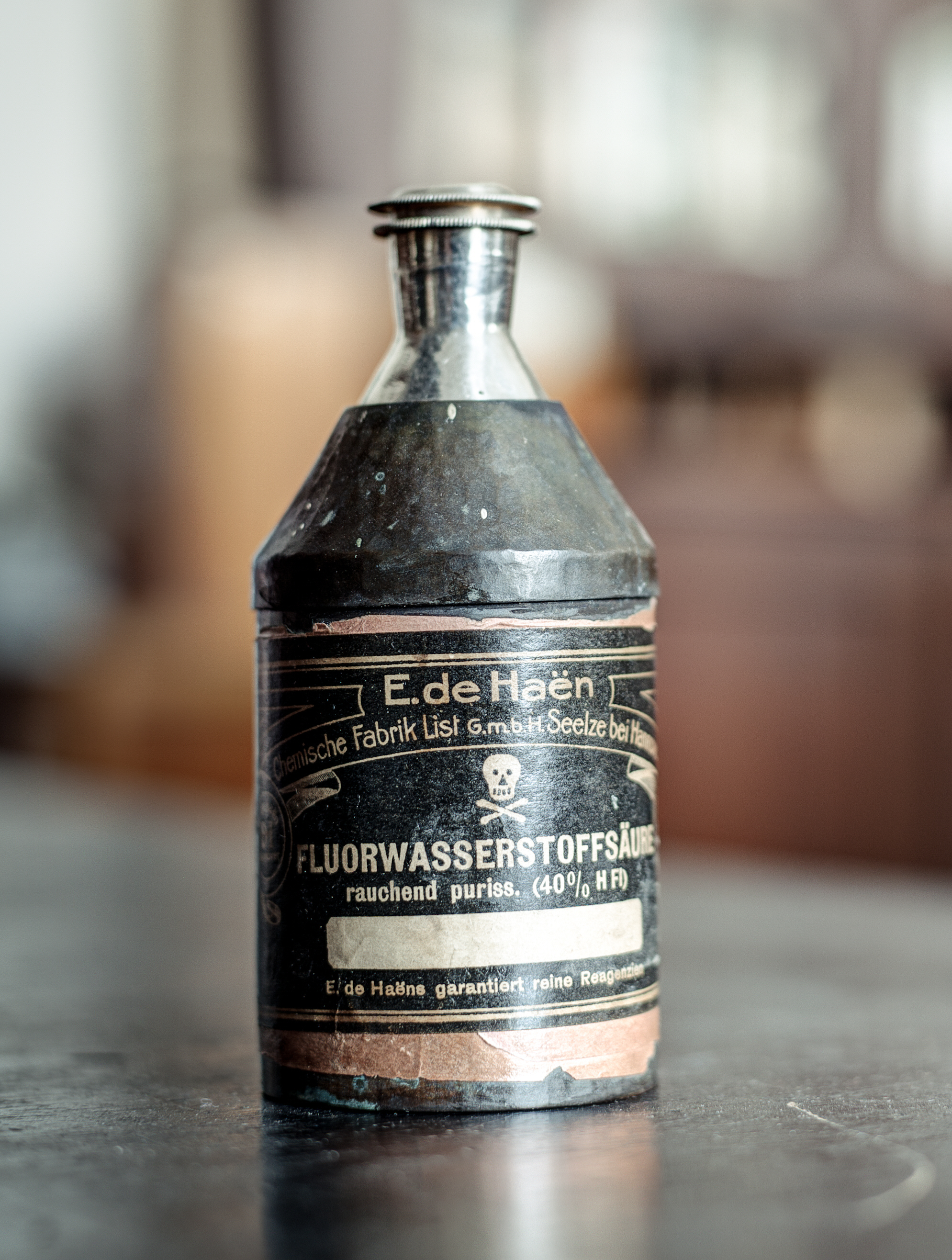
Konzentrierte Flusssäure in einer Stahlflasche von E. de Haën, Chemische Fabrik List in Seelze, um 1920

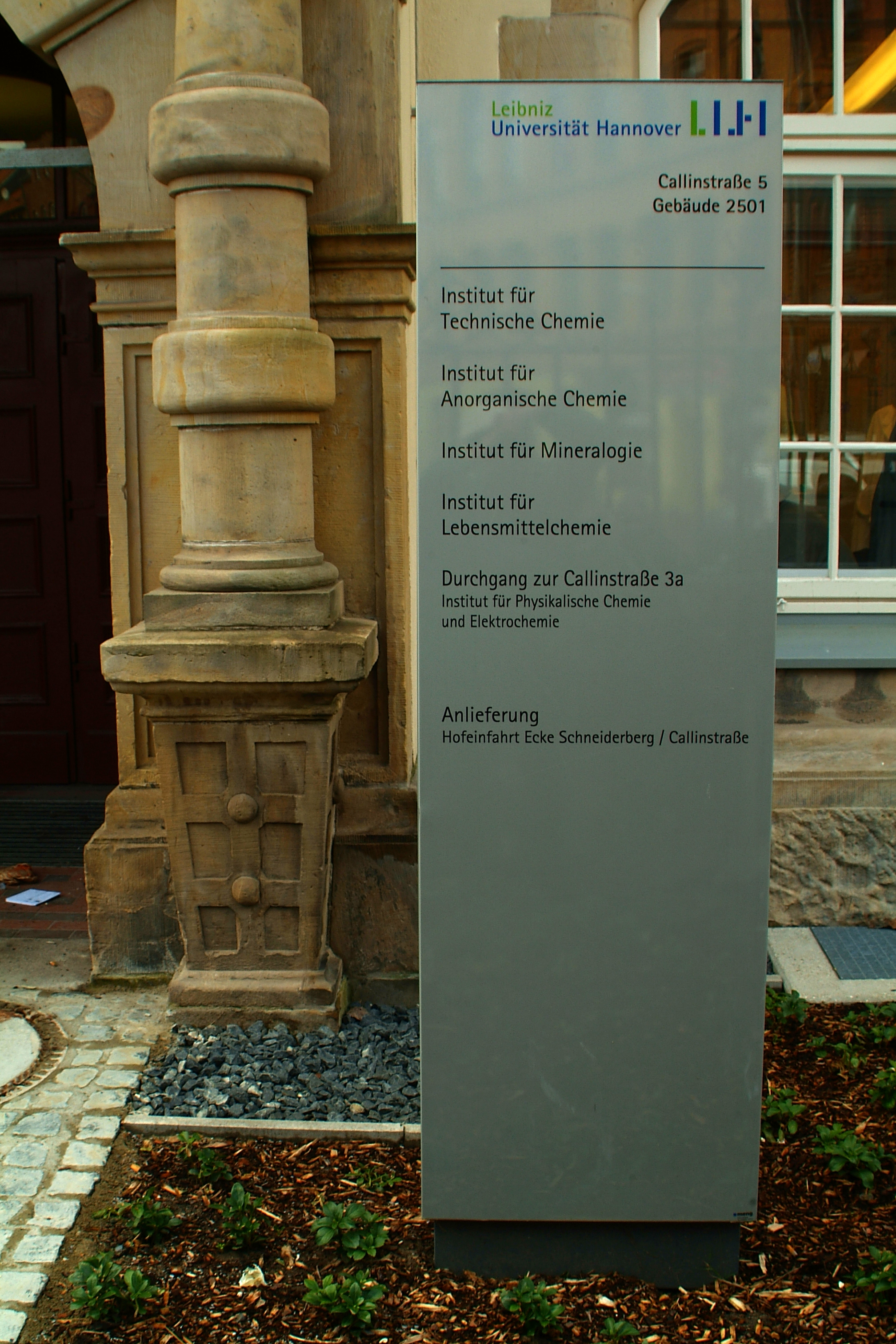
Infotafel Gebäude 2501 am Eingang Callinstraße 5

In die Amtszeit von Karl Seubert, der 1895 die Professur für Anorganische und Analytische Chemie übernahm, fällt die Errichtung des Chemiegebäudes an der Callinstraße. Der Bau markiert die erste räumliche Trennung vom Hauptgebäude der Hochschule. Allerdings lag der vorgesehene Bauplatz am Welfengarten und am Prinzengarten; beide Parks verwaltete damals der preußische Domänen-Fiskus, der eine Überbauung der Parkanlagen – auch an den Rändern – untersagte.
Daher entstand längs der Callinstraße ein 128 Meter langer, völlig symmetrischer Hauptbaukörper, der ursprünglich alle Einrichtungen für die gesamte Chemie aufnehmen sollte. Errichtet von 1906 bis 1909 nach Plänen des königlich preußischen Oberbaurats Georg Thür und des Inspektors Friedrich Ebel, ließen die Architekten lediglich an der Südseite des Hauptbaus zwei Hofflügel vorspringen, die rechtwinklig an die Hofseite anstoßen und in denen bis heute die Praktikumslabore untergebracht sind. Sie waren nach dem Vorbild der seinerzeit neuen Institute der Technischen Hochschule Berlin geplant worden mit einer Beleuchtung durch Fensterreihen an zwei Seiten der Räumlichkeiten.
Im westlichen Teil des Hauptgebäudes wurde ein kleiner Zwischenbau angefügt, in dem der Hörsaal eingerichtet wurde; auch für ihn war der natürliche Lichteinfall von zwei Seiten mitgedacht worden. Um das Gebäude mit möglichst viel Tageslicht zu fluten, waren im Gebäudeinneren auch die Mauerpfeiler so schmal gewählt worden, wie es die Baustatik damals zuließ – „man gewichtete funktionelle Details stärker als künstlerische Gesichtspunkte“.
Begrenzt wurde das Areal zur Parkseite hin durch einen Kuhstall, eine Scheune sowie ein Gewächshaus.
Den langgestreckten, verputzten Hauptbau untergliederten die Planer durch mehrere Zwerchgiebel in der Formensprache der Neorenaissance und ließen die Formelemente aus weißem Süntelsandstein herausarbeiten. Abmessungen, Gliederung und die detailreich geschmückten Fassaden wurden ähnlich der Weserfront von Schloss Varenholz bei Rinteln gestaltet. Die ansässigen Institute erhielten jeweils eigene Eingänge zum Teil mit aufwendigen Portalvorbauten; nicht an einem zentralen Ehrenhof, sondern mit Wirkung zum Straßenraum. So wandte sich die Straßenfront des Chemiegebäudes demonstrativ den schon zuvor um 1900 errichteten Mietshäusern zu; „die Nordstädter blickten von nun an auf ein ‚Renaissance-Schloss‘“.
1921 trat Wilhelm Biltz die Nachfolge von Professor Seubert an.
Gegen Ende der Weimarer Republik wurde der Standort 1928 um einen Neubau für die Physikalische Chemie auf der Hofseite des Hauptgebäudes erweitert, dessen Hofflügel eigentlich bis an den neuen Quader verlängert werden sollten. Dadurch wäre ein geschlossenes Viereck entstanden – „die parallele Ausrichtung der beiden Gebäude verdeutlicht dieses nicht realisierte Vorhaben“. Dennoch beschrieb der Architekt Franz Erich Kassbaum den Neubau seinerzeit als „mit großen Mitteln auf das modernste eingerichtete Institut.“
Mitten im Zweiten Weltkrieg wurde Werner Fischer 1944 als Nachfolger des im Jahr zuvor verstorbenen Biltz berufen. Er sah sich zunächst mit den während der Luftangriffe auf Hannover durch Fliegerbomben entstandenen Schäden konfrontiert und in der Nachkriegszeit mit den Schwierigkeiten, Forschung und Lehre wieder in Gang zu bringen.
In den 1960er Jahren wurden aus Platzmangel die Hofflügel aufgestockt, zudem erhielt der westliche Zwischentrakt zum Hof hin eine Verbreiterung. Dort wurde unter anderem die Bibliothek des ACIs untergebracht.
Eine erste größere Erweiterung des Komplexes war der südwestlich zum Prinzengarten abschließende, 1967 errichtete Neubau für die Organische Chemie.
Im Zuge der 68er-Bewegung nahm Ende der 1960er Jahre auch der Bedarf im tertiären Bildungsbereich zu. Hierfür wurde am Institut ein zweiter Lehrstuhl für Anorganische Chemie eingerichtet, der von Hans Berthold, Hinrich Seidel, Martin Jansen, Gerd Meyer und Michael Binnewies wahrgenommen wurde. Anschließend wurde Sebastian Polarz zum Institutsleiter berufen.
An der Ostseite des Geländes wurde 1995 schließlich der bisher letzte Neubau fertiggestellt. Er ermöglichte neben neuen Räumen für das ACI auch zusätzliche Büros und Labore für die physikalische und technische Chemie.